# Plateau de Kaiparowits

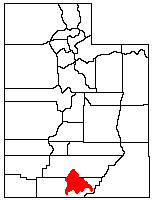
Localisation du plateau de Kaiparowits par rapport à l'Utah.

Le plateau de Kaiparowits (en anglais, Kaiparowits Plateau) est un plateau élevé situé au sud de l'État américain de l'Utah. Avec le Grand Staircase et les Canyons of the Escalante, ils constituent le monument national de Grand Staircase-Escalante.
Au sud-est, le plateau se prolonge jusqu'au fleuve Colorado et au lac Powell.

## Géographie

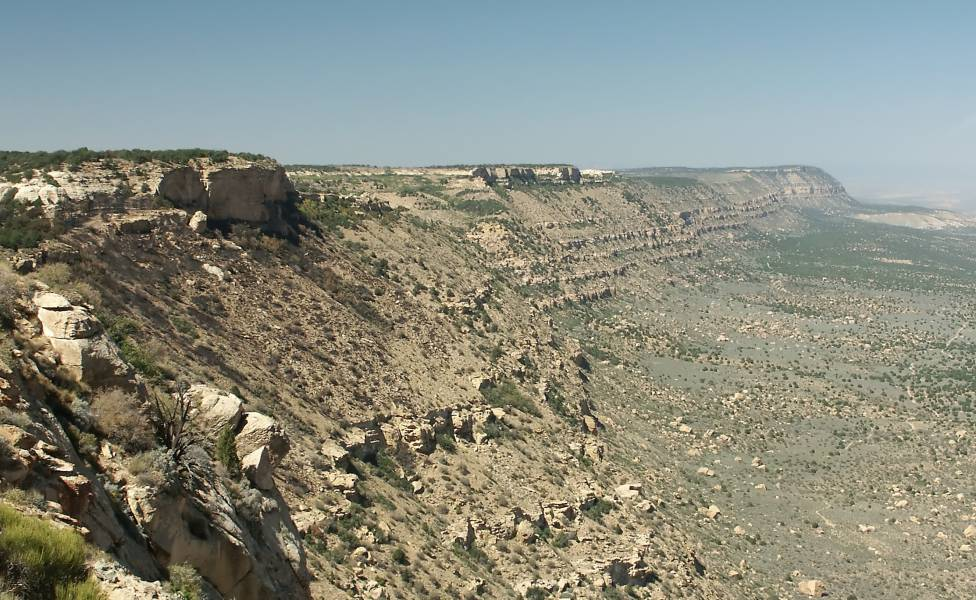
Panorama de la région.

Formant une sorte de triangle, le plateau s'étend du nord au sud sur une distance de près de 80 km sur les comtés de Garfield et Kane pour se terminer près de la frontière avec l'Arizona. Son altitude dépasse les 2 000 mètres. Son flanc occidental est drainé par la rivière Paria. Son flanc sud est drainé par les affluents du fleuve Colorado appelés Rock, Last Chance, Warm, Wahweap, et Coyote Creeks.

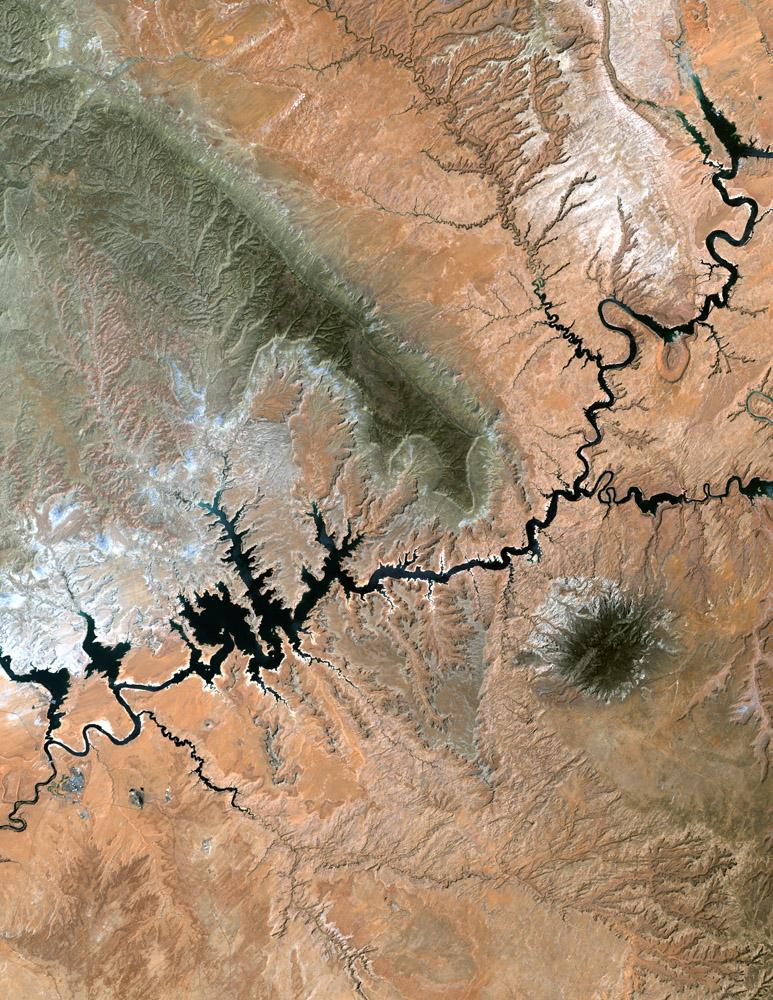
Le plateau de Kaiparowits (zone verte au centre) près du lac Powell vue de l'espace.

## Géologie
Durant le Crétacé, la région était localisée au fond d'une mer peu profonde qui reliait le golfe du Mexique à l'océan Arctique. L'intérieur du plateau était une sorte de zones marécageuses en bordure de plage. Cette zone vallonnée est aujourd'hui dénommée Straight Cliffs. Plus à l'ouest se trouvait une zone plus élevée dénommée Sevier Highlands. L'érosion de cette zone élevée déposa environ 500 mètres de sédiments sableux au niveau du marécage pour créer la formation géologique que l'on dénomme formation de Straight Cliffs. Cette formation constitue la base du plateau. Les végétaux présents dans ce marécage se sont quant à eux transformés en partie en charbon. Plus tard, d'autres sédiments se sont encore ajoutés au-dessus de la première couche en donnant naissance aux formations de Wahweap et de Kaiparowits. La formation supérieure du plateau se nomme formation de Wasatch. C'est le mouvement des plaques tectoniques qui a finalement soulevé tous ces sédiments et qui a formé le plateau surélevé que l'on connaît de nos jours.

### Fossiles
Les couches de roches du plateau de Kaiparowits regorgent de fossiles datant de la fin du Crétacé (il y a 70 à 80 millions d'années). Durant cette période, la terre était peuplée de dinosaures et leurs fossiles ont été préservés dans les sédiments. Un crâne de Ceratopsidae, un dinosaure à cornes, a été découvert dans la formation de Wahweap en 1998.
Un Struthiomimus, un dinosaure carnivore édenté, a été identifié dans la formation de Kaiparowits. En 2007, la découverte d'une espèce non habituelle de Gryposaurus, un dinosaure à bec de canard, fut annoncée.

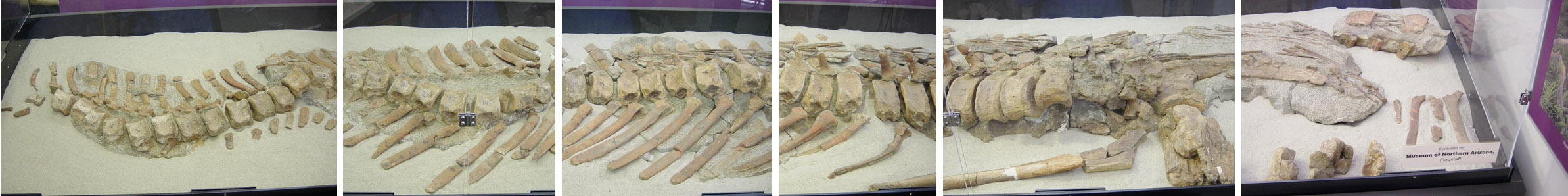
Squelette fossilisé d'un jeune hadrosaure présenté au sein du Monument national de Grand Staircase-Escalante.

## Controverse
En 1965, La compagnie Southern California Edison déposa un projet pour construire sur le plateau une centrale électrique au charbon. Cette centrale aurait dû être alimentée par le charbon présent dans le sous-sol du plateau.  L'électricité aurait alors été transportée jusqu'aux villes lointaines de Los Angeles, San Diego et Phoenix. Des voix se levèrent contre ce projet qui aurait apporté du travail dans la région mais qui aurait détruit les paysages offerts par les canyons. Le projet de construction fut finalement abandonné en 1975 à cause des opposants mais aussi du coût du projet.